# فلاديسلاف فانتشورا
فلاديسلاف فانتشورا (بالتشيكية: Vladislav Vančura) (ولد في 23 يونيو 1891في هاي بالقرب من أوبافا، أعدم في 1 يونيو 1942 في براغ)، كاتب روائي ومسرحي وكاتب سيناريو ومخرج يعد من رواد الأدب التشيكي الحديث ومن أهم الكتاب التشيكيين في عشرينيات وثلاثينيات القرن الماضي. شارك في مقاومة الاحتلال الألماني لتشيكوسلوفاكيا وأعدمه النازيون.

## نشأته
ولد فانتشورا في 23 يونيو 1891 في بلدة هاي في مقاطعة سيليزيا النمساوية (في جمهورية التشيك اليوم) لأسرة تنحدر من عائلة نبيلة. كان والده فاسلاف فويتيك فانتشورا (و. 1856) في تشاسلاف بروتستانتيًا وعمل مديرا لمعمل تكرير السكر، ووالدته ماري سفوبودوفا (و. 1863) كاثوليكية. في عام 1896 انتقلت العائلة إلى منزل ريفي كبير في دافل على ضفاف نهر فلتافا/مولداو، على بعد حوالي 19 كيلومترا جنوب براغ، حيث تولى والده إدارة مصنع للطوب. هناك أكمل الشاب فلاديسلاف تعليمه على يد مدرس خاصّين في الأعوام 1898 إلى 1904. وفي عام 1905 انتقل وأخوته الأكبر إلى براغ للدراسة هناك، حيث التحق بالصف الخامس من المدرسة الابتدائية في شارع جوزيفسكا.

## شبابه وكتاباته الأولى
في عام 1907 التحق فلاديسلاف بالثانوية الملكية في حي مالا ستارنا في براغ، ولكن مشاكل متعلقة بالروتين المدرسي وعلاقته مع المدرسين أجبرته على مغادرتها بعد عام ليلتحق بمدرسة ثانوية في بلدة بينيشوف على بعد حوالي 50 كيلومترا جنوب شرق براغ بإدارة كنسية تميزت بالانضباط الصارم والمدرسين الجامدين، وقد كره هذه المدرسة بشدة. في 14 مايو 1909 نشر قصته القصيرة الأولى بعنوان «في الشارع» (بالتشيكية: V aleji) في املحق أسبوعية هوركيو (بالتشيكية: Horkého týdeník) الأدبي.
في عام 1910 طرد من مدرسة بينيشوف بسبب عضويته في ناد طلابي سري، فأرسله والداه إلى بلدة فيوسكه ميتو ليعمل مساعدا لبائع كتب. وفي عام 1911 درس تكنولوجيا التصوير في براغ وبدأ أيضًا دورات في مدرسة الفنون والحرف اليدوية، إلا أنه لم ينجح في دخول أكاديمية اللفنون، وفي تلك الفترة فكر بالانتحار لأن والديه أرادا منه أن يكون ضابطًا أو جنديًا في البحرية. في العام التالي عاد إلى دافل بسبب مرض والدته، وواصل الدراسة في المنزل، ثم انتحق عام 1914 بمدرسة ثانوية في براغ تخرج منها في العام التالي.

## الدراسة الجامعية، الصحافة
التحق في أكتوبر 1915 بكلية الحقوق في جامعة كارل في براغ إلا أنه سرعان ما تحول إلى دراسة الطب، وهناك تعرف إلى لودميلا توها التي تزوجها لاحقا. في عام 1917 أسست مجموعة الرسامين «العنيدون» (بالتشيكية: Tvrdošíjní) على أيدي جوزيف تشابيك ويان زرزافي وفاسلاف شبالا، وفلاستيميل هوفمان، وبيدجيتش فويرشتاين وزدينيك ريكر وغيرهم من أصدقاء فلاديسلاف المقربين. كتب فانتشورا عنهم، ولاحقا قدم جوزيف تشابيك الصور لكتابه «صيف مرح» (بالتشيكية: Rozmarné leto) الذي صدر عام 1926. في عام 1918 نشر فانتشورا نصا نثريا قصيرا بعنوان «الجنة» (بالتشيكية: Ráj) في مجلة شريفين (بالتشيكية: Červen) التي كان يصدرها الكاتب اليساري ستانسلاف نويمان، وعمل على كتاب الحكايات الخرافية «المهد» (بالتشيكية: Kolébka) ومسرحية «جاسون» (بالتشيكية: Iason) Iason ، ونشر في العامين 1919 و1920 عدة مراجعات فنية في صحيفة تشيسكي سلوفو (بالتشيكية: České slovo) اليومية.

## عقد العشرينيات

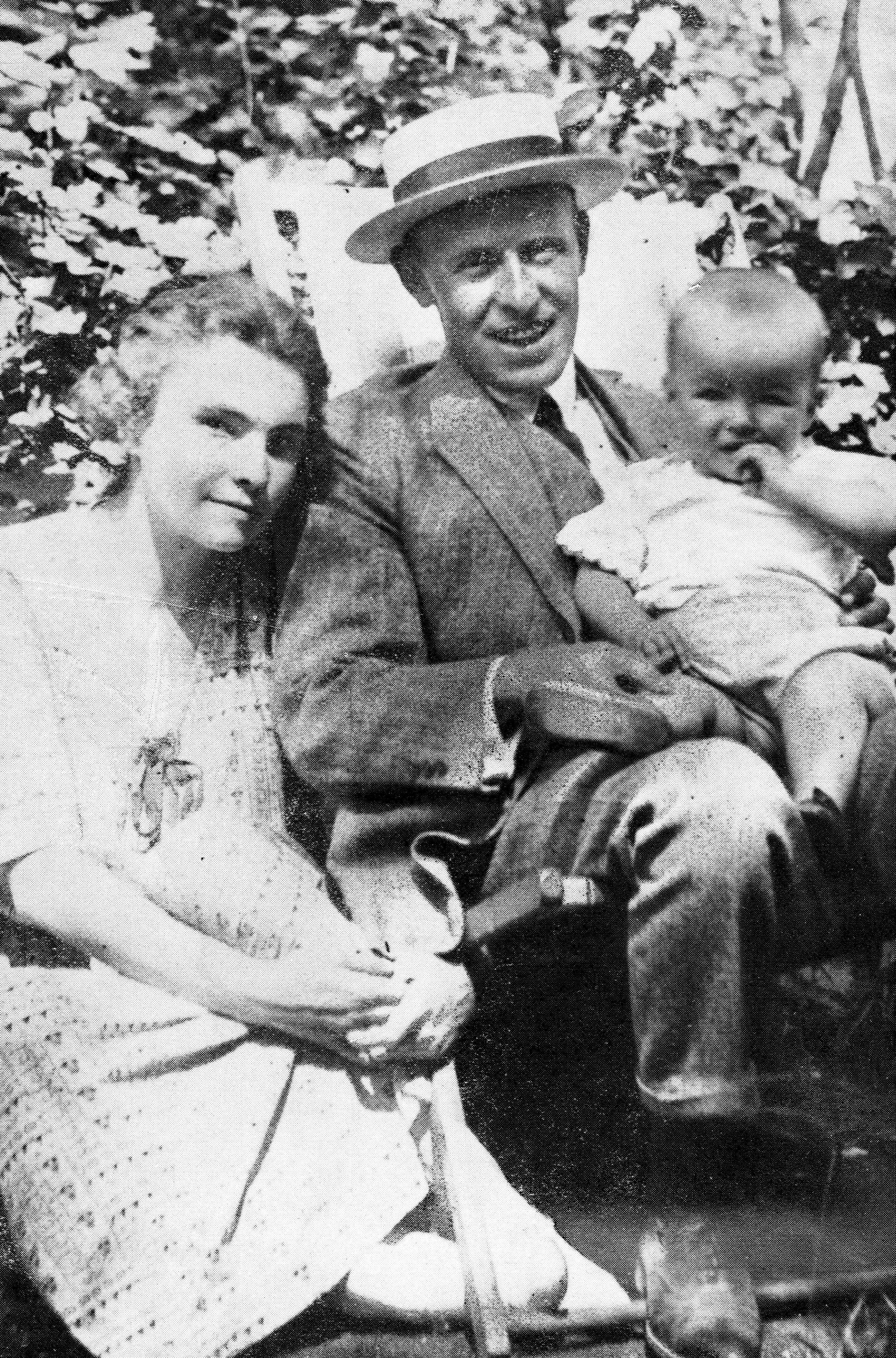
فانتشورا مع طفله وزوجته لودميلا، 1923

في عام 1920 أسس مع عدد من الكتاب، منهم ياروسلاف سايفرت وكاريل تايغه، المجموعة الأدبية «الأسلوب الجديد» (بالتشيكية: Devětsil) ذات التوجه اليساري، التي ترأسها فانتشورا.
في 2 يونيو 1921، تخرج فلاديسلاف ولودميلا من كلية الطب وتزوجا في 16 أغسطس من نفس العام، وفي الخريف انتقلا إلى زبراسلاف حيث افتتحوا عيادة جراحية. في عام 1923 نشر فلاديسلاف كتاب قصص قصيرة بعنوان «تيار الأمازون» (بالتشيكية: Amazonský proud) التي ظهرت فيها التأثيرات الأدبية الحديثة القادمة من تيارات التكعيبية والتعبيرية والشاعرية، ثم في عام 1924مجموعة قصص قصيرة ثانية بعنوان «طويل، سميك وحاد النظر» (بالتشيكية: Dlouhý ، Široký a Bystrozrak)، وفي نفس العام نشر كتابه الثالث، وهو رواية «باكر جان مارهول» (بالتشيكية: Baker Jan Marhoul) التي قدمته إلى الجمهور واحداً من كبار كتاب تلك الفترة، بلغتها غير المعتادة وأسلوبها لامع. تناولت رواية فانتشورا الأولى (وربما الأفضل أيضاً) قصة حياة مأساوية بطلها خباز ثري ينحدر باستمرار إلى الفقر والموت على الرغم من لطفه وطيبة. في عام 1925، نشر فانتشورا رواية «حقول المحراث، حقول الحرب» (بالتشيكية: Pole orná a válečná)، وفي العام التالي نشر رواية «صيف مرح» (بالتشيكية: Rozmarné leto) التي لاقت رواجا واسعا. تدور أحداثها حول قصة مضحكة لثلاثة رجال - عقيد وكاهن وحارس أثناء عطلة صيفية ممطرة، وقد حولت في عام 1967 إلى فيلم يحمل نفس العنوان للمخرج التشيكي جيري مينزل الذي مثل أيضا دور «أرنوشتيك» فيه.
زار باريس في الأعوام 1924 و1925، والقاهرة عام 1926، كما زار موسكو عام 1927 مع وفد من الادباء التشيكيين.
كان فانتشورا عضوًا في الحزب الشيوعي التشيكوسلوفاكي منذ تأسيسه، وقد استمر في دعم الحزب على الرغم من طرده منه في عام 1929 إثر مشاركته في التوقيع على ما عرف بـبيان السبعة الذي أصدرته مجموعة من الكتاب اليساريين احتجاجا على سيطرة الجناح الستاليني أو ما عرف بـ «بلشفة الحزب» تحت قيادة كليمنت غوتفالد.
في عام 1929 ظهرت روايته الرابعة «يوم القيامة» (بالتشيكية: Poslední soud).

## عقد الثلاثينيات
لم تحظ روايته الخامسة «النزاع الجنائي أو الأمثال» (بالتشيكية: Hrdelní pře aneb Přísloví) التي ظهرت في عام 1930 بشعبية واسعة، وتعد أكثر رواياته تعقيدا، حيث يقع نوعها بين الرواية البوليسية والرسالة اللاهوتية، كما مثل هذا الكتاب لغويا مشكلة مشكلة للمترجمين بسبب مئات الأمثال الشعبية القديمة المستخدمة في النص، ولم يترجم إلى اليوم إلا إلى البولندية. في عام 1931، نُشرت روايته ماركيتا لازاروفا (بالتشيكية: Markéta Lazarová) التي كانت من أكثر الكتب مبيعًا آنذاك، وهي مستوحاة من قصة حقيقية من العصور الوسطى لفرسان عائلة فانتشورا الذين كانوا في حرب مع نبلاء الآخرين ومع بلدة ملدا بوليسلاف. وقد أهدى فانتشورا هذا الكتاب لابن عمه وصديقه الكاتب جيري ماهن (1882-1939)، وفي عام 1967 حولت القصة إلى فيلم سينمائي على يد المخرج فرانتيسك فلاجيل. وأيضا في عام 1931 نشر فانتشورا كتاب القصص الخرافية «كوبولا وكوبا كوبيكولا» (بالتشيكية: Kubula a Kuba Kubikula) الذي ظل شائعًا لعقود. وفي العام التالي نشر رواية «الهروب إلى بودابست» (بالتشيكية: Útěk do Budína)، وهي قصة معاصرة عن الحب والزواج والحياة لامرأة من الطبقة المتوسطة في براغ ونبيل سلوفاكي. في عام 1934، نشر كتابين آخرين هما «قوس الملكة الصغيرة دوروثي» (بالتشيكية: Luk královny Dorotky)، و«نهاية الزمن القديم» (بالتشيكية: Konec starých časů) الذي لاقى رواجا واسعا، وهو قصة ساخرة عن الحياة في قصر بالقرب من بلدة تشيسكي كروملوف في بوهيميا في السنوات الأولى عقب قيام الجمهوريةـ وقد حولت القصة إلى فيلم سينمائي لجيري مينزل عام 1989. وفي عام 1934 أيضًا أخرج فانكورا فيلم ماريكا نيفيرنيتسه (بالتشيكية: Marika Nevěrnice) عن قصة للكاتب التشيكي إيفان أولبراخت (1882-1952). وفي عام 1935 نشر مسرحة «بحيرة أوكيريفه» (بالتشيكية: Jezero Ukerewe)، وفي عام 1936 رواية «الأنهار الثلاثة» (بالتشيكية: Tři řeky) التي تأثرت بالأفكار الاشتراكية.

## مقاومة النازية
في مارس 1938 ضم أدولف هتلر النمسا إلى الرايخ الألماني، ودخلت تشيكوسلوفاكيا في أزمة سياسية في مواجهة التهديد النازي. توفي صديق فانتشورا الكاتب المسرحي أوتوكار فيشر بنوبة قلبية عندما علم بدخول النازيين النمسا، وكتب فانتشورا نعيا له في مجلة ليتراني ليستي (بالتشيكية: Literární Listy) الأدبية. في نفس العام نشر رواية «عائلة هورفات» (بالتشيكية: Rodina Horvátova)، وهي رواية عن حياة ثلاثة أجيال من عائلة نبلاء، إلا أنها لم تلاق أي اهتمام من القراء بسبب الأزمة السياسية. وفي ديسمبر 1938، شارك فانورا في دفن صديقه الكاتب كاريل شابيك.
شارك فانتشورا في الحركة الثقافية القوية المناهضة لهتلر وشرع في كتابة «صور من تاريخ الأمة البوهيمية» (بالتشيكية: Obrazy z dějin národa českého) الذي نشرت أجزائه الأولى ثم أصبح واحدا من أكثر الكتب مبيعًا ورمزًا للمقاومة. في 15 مارس 1939 احتل هتلر بقية تشيكوسلوفاكيا، وبعد ذلك بأسبوع انتحر صديق فانتشورا الكاتب جيري ماهن احتجاجًا على النازية.

## إعدامه
بعد الاحتلال الألماني لتشيكوسلوفاكيا انضم فانتشورا إلى «اللجنة السرية الثورية الوطنية» (بالتشيكية: Národní revoluční výbor inteligence)، وهي منظمة مقاومة مقربة من الحزب الشيوعي، وفي فجر 12 مايو 1942 اقتحم الغستابو منزله في زبراسلاف، واعتقل وعذب في مقر الغستابو في براغ. في 27 مايو 1942 اغتالت وحدة نخبة من جيش المنفى التشيكوسلوفاكي المتمركز في بريطانيا الجنرال النازي راينهارد هايدريش، حاكم براغ. ونتيجة لذلك نفذ النازيون موجة من الأعمال الانتقامية، منها إعدام أكثر من 2000 شخص النخبة التشيكية، كان فانتشورا واحدا منهم، حيث أعدمته وحدة من قوات الأمن الخاصة عشية 1 يونيو 1942، وأحرقت جثته مع كثيرين آخرين سرا في محرقة ستاراشنيتسه في براغ.

## أسلوبه الأدبي
تميز أسلوب فانتشورا في الكتابة بالتجريب والانفتاح على التيارات الأدبية الحديثة مع التحرر من القوالب المعطاة، وغالبا ما تخلى عن السرد والبنية التقليديين وحاول توظيف اللغة في تكوين صور أدبية، حيث يشبه النقاد بعض رواياته بالقصائد النثرية، على الرغم من أمنه لم يحاول «تشعير» النثر، بل تكثيف الصورة. وعلى الرغم من حضور الواقعية الاجتماعية ونقد الرأسمالية في رواياته الأولى، احتفظت هذه الأعمال ببعدها الجمالي ولا تحسب ضمن خط عقائدي معين، حيث تظهر فيها التوجهات الأدبية الطليعية، ويتمسك فانتشورا بتكوين الصور بدلا من التعمق في توصيف التحولات النفسية، كما ركزت بعض أعماله في صورها على تقديم تنافرات صادمة. في أعماله اللاحقة في أعوام الثلاثينيات يقترب فانتشورا أكثر من بنية السرد التقليدية، وتتناول رواياته مواضيع تاريخية و«الزمن القديم». أما في عمله الأخير غير المكتمل «صور من تاريخ الأمة التشيكية»، فيحاول تقديم سيرة مجتمع.
تتخذ اللغة وتوظيفها التصويري موقعا مركزيا في أعمال فانتشورا، وهذا صعّب من ترجمة أعماله إلى لغات أخرى، فلم ينل شهرة واسعة في الخارج على الرغم من مكانته الكبيرة في الأدب التشيكي.

## تكريم بعد وفاته
- منح بعد وفاته عدة أوسمة منها وسام الفنان الوطني لجمهورية تشيكوسلوفاكيا، ووسام الأسد الأبيض، ووسام الحرب التشيكوسلوفاكية (1939-1945)
- أطلق اسمه على شارع في حي زبراسلاف في براغ حيث كان يقيم، وأقيم له هناك نصب تذكاري أمام البيت الذي كان يسكنه

## روابط خارجية
- قائمة كاملة بترجمات فانورا (الإنجليزية والفرنسية والإسبانية والألمانية وترجمات أخرى)
- أربع دقائق تسجيل لجزء من «صيف مرح» (بالتشيكية)
- فيلم جيري مينزل «نهاية الزمن القديم» مع ترجمة إنكليزية، على موقع يوتيوب